# 塔代基站
塔代基站是叶尔加瓦-利耶帕亚铁路上的一个火车站；车站建于1930年，于2001年废弃；根据2020年拍摄的车站照片，该车站的建筑已经出现了严重的毁坏。